# Macromitrium tenax
Macromitrium tenax är en bladmossart som beskrevs av C. Müller 1883. Macromitrium tenax ingår i släktet Macromitrium och familjen Orthotrichaceae. Inga underarter finns listade i Catalogue of Life.